# فرابوسا سوپرانا
فرابوسا سوپرانا (به ایتالیایی: Frabosa Soprana) یک کومونه در ایتالیا است که در استان کونیو واقع شده‌است.

## خصوصیات
فرابوسا سوپرانا ۴۸٫۱ کیلومترمربع مساحت و ۸۹۱ نفر جمعیت دارد و ۸۹۱ متر بالاتر از سطح دریا واقع شده‌است.